# リエゾンミサ
リエゾンミサ（りえぞんみさ ）は起業家。日本茶アルティスト。日本茶アドバイザー。貼り絵作家。
日本全国の日本茶生産地を数多く巡り、各地の生産者と共に、日本茶の魅力を紹介し、その一環として、日本茶の急須での淹れ方ワークショップ、各地の特徴ある日本茶を取り扱いやカフェを運営。

## 経歴
神奈川県藤沢市鵠沼海岸生まれ。
神奈川県立七里ガ浜高等学校卒業。
多摩美術大学美術学部デザイン学科グラフィックデザイン専攻を卒業後、一時、写真家として活動。
のち、紅茶研究家・磯淵猛の紅茶教室に通い、紅茶の世界に興味を持つ。中国茶のカフェ店員を経験後、東京新宿御苑にある老舗日本茶問屋「株式会社丸山園本店」に入社、日本茶カフェ「一葉（かずは）」禅カフェ「坐月一葉（ざげつかずは）」の立ち上げ、運営、メニュー開発を経験し独立。
2018年6月、家庭料理研究家・寺岡美智子さんとユニット[お茶と暮らしの料理mimIT(ミミット)]を組み、現在も、お茶を使ったお菓子や料理のメニュー開発に取り組み、「暮らしを豊かにするお茶と料理」の普及と提案を目指し活動している。
2021年、元衆議院議員でタレントの杉村太蔵が公募する起業家育成プロジェクトにエントリーし合格。
2022年7月10日、北海道旭川市の買物公園（5条8丁目）に杉村が社長を務める株式会社CocoHarete（杉村太蔵事務所）が運営する【旭川はれて】内に日本茶カフェWHIZ（夜は和風居酒屋）を開業。

## 直営店舗
日本茶カフェ「WHIZ（ウィズ）」（北海道旭川市5条8丁目・「旭川はれて」内　C棟11番）
店舗内では、全国11か所の茶生産地の茶を呑むことができ、その茶葉も購入することができる。

## 先祖及び親戚
先祖は江戸時代・徳川綱吉の時代に紀州から伊豆・網代に移り住み、【紀伊国屋文右衛門】の屋号で網元を営んでいた初代御木半右衛門。水揚げした魚を江戸日本橋の魚河岸に運び【紀伊国屋治左衛門】を経営。
昭和戦後、曽祖父・幹隆（熱海在住・東京兜町・株投資家）が御木姓から青木姓に改姓。
熱海・来宮神社の宮司・雨宮は縁戚。文化勲章受賞の洋画家・伊藤清永は大伯父にあたる。元NHKアナウンサーの宮川泰夫は義理の伯父。株式会社ワタミタクショクの創業者、元株式会社タクショクの園田義夫は義理の母方の従叔父。